# Magnolia yoroconte
Espèce
Statut de conservation UICN

 VU A1c : Vulnérable
Magnolia yoroconte est une espèce de plantes à fleurs de la famille des Magnoliaceae. C'est un arbre qui se rencontre au Belize, au Guatemala, au Honduras, et au Mexique.

## Dénominations
En anglais, l'arbre est appelé yoroconte magnolia. En français, il est appelé magnolia yoroconte. Au Honduras il possède plusieurs dénominations en espagnol : canelón, cucharo, redondo («rond»), yoroconte ou simplement magnolia.

## Description
C'est un grand arbre ou arbre moyen au feuillage persistant pouvant atteindre 40 m. Le tronc est rectiligne cylindrique sans branches jusqu'à environ 20 m du sol. L'écorce est jaunâtre rugueuse présentant des lenticelles. Les feuilles sont alternes simples, de formes elliptiques à oblongues, mesurent entre 10 et 25 cm. Leur marge est entière. Le sommet du limbe est aigu alors que la base est arrondie ou obtuse. Le pétiole mesure entre 1 et 2 cm. Les deux faces peuvent être glabres ou présenter une légère pubescence. Les fleurs blanches isolées hermaphrodites actinomorphes mesurent environ 6 à 10 cm. Le périanthe est composé de six à dix tépales blancs obovaux mesurant entre 4 et 6 cm.

## Répartition et habitat
Elle est présente au Belize en altitude sur les monts Maya bénéficiant d'un climat plus frais et plus humide.